# Pireneitega segestriformis
Pireneitega segestriformis är en spindelart som först beskrevs av Dufour 1820.  Pireneitega segestriformis ingår i släktet Pireneitega och familjen mörkerspindlar. Inga underarter finns listade i Catalogue of Life.